# Велика новорічна ніч
«Велика новорічна ніч» (латис. «Lielā Jaungada nakts») — радянський художній фільм режисера Ади Неретнієце. Мелодрама за сценарієм Егонса Лівса, знята на Ризькій кіностудії у 1978 році.

## Сюжет
Троє друзів з Риги, замість запланованої поїздки на Домбай, їдуть під час відпустки в Заполяр'я. Любителі екстремального відпочинку, вони ігнорують попередження турагента і самостійно відправляються на лижну прогулянку в тундру. Несподівано і різко зіпсувалася погода. Імант відбився від товаришів, заблукав і мало не замерз. Його знайшла й виходила молода жінка-ветеринар з найближчого оленячого стійбища. Кілька років по тому Імант — уже батько сімейства, сидячи з друзями за святковим столом, підняв келих вина і з великою теплотою згадав свою давню новорічну пригоду.

## У ролях
- Айварс Сіліньш — Імант Калніньш
- Есмералда Ермале — Лінда
- Жанна Керімтаєва — Лайла
- Варіс Ветра — Аріс
- Яніс Паукштелло — Аншлав, друг Іманта
- Паул Буткевич — гість з гітарою
- Петеріс Лієпіньш — випивший уболівальник
- Айварс Богданович — епізод

## Знімальна група
- Автор сценарію: Егонс Лівс
- Режисер-постановник: Ада Неретнієце
- Оператор-постановник: Яніс Мурнієкс
- Композитор: Ромуалдс Калсонс
- Художник-постановник: Василь Масс